# کلیف (نیومکزیکو)
کلیف، نیومکزیکو (به انگلیسی: Cliff) یک منطقهٔ مسکونی در ایالات متحده آمریکا است که در شهرستان گرنت، نیومکزیکو واقع شده‌است. کلیف ۲۹۳ نفر جمعیت دارد و ۱٬۳۷۱٫۰۱ متر بالاتر از سطح دریا واقع شده‌است.